# Berylliumcarbonat
Berylliumcarbonat ist eine anorganische chemische Verbindung des Berylliums aus der Gruppe der Carbonate.

## Vorkommen
Berylliumcarbonat kommt natürlich in Form des Minerals Niveolanit in Form der Mischverbindung NaBe(CO3)(OH)·2H2O vor.

## Gewinnung und Darstellung
Berylliumcarbonat-tetrahydrat kann durch Reaktion von Kohlendioxid mit einer wässrigen Lösung von Berylliumhydroxid gewonnen werden. Wenn Natriumcarbonat zu einer Berylliumsalzlösung gegeben wird und diese mit Kohlendioxid zur Reaktion gebracht wird, bildet sich Berylliumoxidcarbonat, das eine Mischung von Berylliumcarbonat und Berylliumhydroxid ist.
Das Anhydrat kann durch mehrstündiges Glühen von Berylliumoxid im Kohlendioxid-Strom bei 1000 °C gewonnen werden.
{\displaystyle \mathrm {BeO+CO_{2}\longrightarrow BeCO_{3}} }
Basisches Berylliumcarbonat Be2CO3(OH)2 bildet sich bei Reaktion von Berylliumsulfat mit Ammoniumcarbonat und enthält sowohl Carbonat- als auch Hydroxid-Ionen.

## Eigenschaften
Berylliumcarbonat ist ein Feststoff, der schwer löslich in Wasser ist. Es gibt leicht Kohlendioxid ab und ist nur unter einer CO2-Atmosphäre haltbar.
{\displaystyle \mathrm {BeCO_{3}\longrightarrow BeO+CO_{2}} }
Lösliche Komplexe der Verbindung können durch Auflösung von Berylliumhydroxid in Ammoniumcarbonatlösungen erhalten werden.
{\displaystyle \mathrm {4\ Be(OH)_{2}+6\ (NH_{4})_{2}CO_{3}\longrightarrow 3\ (NH_{4})_{2}Be(CO_{3})_{2}\cdot Be(OH)_{2}+6\ NH_{3}\uparrow } }

## Verwendung
Berylliumcarbonat wird hauptsächlich als Zwischenprodukt bei der Herstellung von Beryllium aus Berylliumerzen verwendet.